# Cyrtidiorchis rhomboglossa
Cyrtidiorchis rhomboglossa là một loài thực vật có hoa trong họ Lan. Loài này được (F.Lehm. & Kraenzl.) Rauschert mô tả khoa học đầu tiên năm 1982.